# Assemblea de Parlamentaris (1977)
|  | No s'ha de confondre amb l'assemblea reformista de diputats catalans i espanyols del 1917, vegeu Assemblea de Parlamentaris. |

L'Assemblea de Parlamentaris del 1977 va ser un organisme polític que van formar el 25 de juny els diputats i senadors catalans elegits poc abans per les eleccions generals espanyoles de 1977. Al llarg de la seva breu existència l'assemblea va procurar sempre actuar pel consens i la unanimitat dels diversos partits que la integraven.

## Història
El 15 de juny de 1977 van tenir lloc les primeres eleccions democràtiques des que havia mort el dictador Franco. Deu dies després, el dia 25, els diputats que havien estat elegits a Catalunya van reunir-se al palau de l'antic Parlament de Catalunya republicà per constituir-se en una Assemblea de Parlamentaris com a representants electes de Catalunya. La primera decisió que prengueren fou rebutjar de ple la intenció del govern d'Adolfo Suárez de crear una mena de Consell General de Catalunya per satisfer els desigs autonomistes dels catalans. Seguint més o menys els postulats de l'Assemblea de Catalunya, exigien el restabliment de la Generalitat com a govern propi dels catalans i el retorn de qui n'era el president a l'exili: Josep Tarradellas, fet que aconseguiren el 17 d'octubre.
Més endavant, el 1978, l'Assemblea va delegar a una comissió més reduïda (la Comissió dels Vint), per preparar un avantprojecte d'estatut d'autonomia. Després de ser retallat per les Corts, el poble català va ratificar el text final en un referèndum el 25 d'octubre de 1979, i el desembre l'Assemblea de Parlamentaris sencera també el va aprovar (amb una única abstenció).

## Sobre aquest article